# Oggi è già domani
Oggi è già domani (Last Chance Harvey) è un film del 2008 diretto da Joel Hopkins.

## Trama
Harvey Shine, un musicista  americano che lavora come compositore di jingle, arriva a Londra per il matrimonio di sua figlia il giorno seguente. Il ricongiungimento non è però lieto come sperato, Harvey si sente messo da parte da Susan, ormai da tempo non più legata a lui. Si aggiunge quindi l'amara sorpresa che non sarà lui ad accompagnarla all'altare, bensì il patrigno, che ha sostituito fin troppo bene la figura paterna. Per Harvey è un duro colpo da incassare e, pressato anche dal lavoro, decide così di ripartire subito dopo la cerimonia religiosa.
Giunto in aeroporto perde l'aereo e non potrà quindi tornare in tempo a un appuntamento di lavoro. Per il suo capo ciò è motivo di immediato licenziamento. Harvey, tra disperazione e rassegnazione, si ferma alla caffetteria dell'aeroporto. Lì incontra Kate, un'affascinante quarantenne addetta alle analisi statistiche sui viaggiatori. Kate aveva cercato di intervistarlo il giorno prima, ma Harvey l'aveva bruscamente liquidata. Harvey cerca quindi di riparare a quella che era stata una gratuita scortesia, e vincendo le resistenze iniziali della donna, la invita a pranzo. Kate è una donna piacevole, socievole e sensibile, ma non ha trovato ancora l'uomo giusto, ed è stressata da una madre ansiosa e assillante.
Kate comincia a gradire la compagnia di Harvey, tanto da non accomiatarsi da lui, ma farsi accompagnare al corso di scrittura creativa. Finita l'ora di lezione lui è ancora lì ad aspettarla e le rivela la strana situazione che lo ha portato a rinunciare alla festa di nozze di sua figlia. Così Kate, capita l'importanza della cosa, lo convince ad andarci. Harvey acconsente a condizione che lei lo accompagni. Accolti con freddezza, e non solo per il ritardo, Harvey e Kate si accomodano suscitando la curiosità di molti. Quando il padre della sposa è chiamato a fare un brindisi e il compagno di sua moglie prende la parola, Harvey lo interrompe e con un bel discorso pieno di affetto ed umanità, riconquista la figlia e colpisce al cuore anche Kate.
I due continuano a parlare piacevolmente per tutta la notte e, dopo un solo tenero bacio, si danno appuntamento per il giorno seguente a mezzogiorno. Inaspettatamente Harvey riceve notizie dalla sua compagnia; i dirigenti, consci di aver perso una persona difficilmente sostituibile, gli propongono di ritornare "come se nulla fosse", ma Harvey invece rifiuta. La sua vita sta cambiando e ora intravede altre prospettive. Le intense emozioni e un'attività fisica inconsueta gli portano all'improvviso un lieve attacco di cuore. Harvey non riesce così a recarsi al tanto desiderato appuntamento con Kate che, sconsolata, pensa di essersi ancora una volta illusa inutilmente. Non appena viene dimesso, invece, Harvey la raggiunge in aeroporto e giustificandosi per l'accaduto, ottiene da lei una cauta ma chiara apertura ad un possibile rapporto.
Per l'uomo, forse, l'ultima possibilità.

## Produzione
Il film, interpretato da Dustin Hoffman e Emma Thompson, è sceneggiato dallo stesso regista inglese Joel Hopkins, che ha scritto la storia appositamente per questa coppia di grandi attori dopo aver visto il loro affiatamento in una commedia di Broadway.
Il film è girato interamente a Londra mentre le scene dell'aeroporto sono state girate a Stansted nell'Essex.

## Distribuzione
È uscito nelle sale americane il 23 dicembre 2008, mentre in Italia è stato trasmesso direttamente in TV il 29 luglio 2009 su Rai 1.

## Riconoscimenti
- 2009 - Golden Globe
  - Nomination miglior attore in un film commedia o musicale a Dustin Hoffman
  - Nomination miglior attrice in un film commedia o musicale a Emma Thompson